# Кобуш, Ежи
Ежи Кобуш (пол. Jerzy Kobusz) — польский киноактёр.
Играл разные роли в польских кинофильмах в 1927—1939 годах.

## Избранная фильмография
- 1927 — Польский марафон / Maraton Polski
- 1928 — Безумцы / Szaleńcy
- 1929 — Над снегами / Ponad śnieg
- 1929 — 9.25. Приключение одной ночи / 9.25. Przygoda jednej nocy
- 1929 — Под флагом любви / Pod banderą miłości
- 1929 — Греховная любовь / Grzeszna miłość
- 1929 — Изо дня в день / Z dnia na dzień
- 1929 — Дорогой позора / Szlakiem hańby
- 1930 — Звёздная эскадра / Gwiaździsta eskadra
- 1930 — Ветер с моря / Wiatr od morza
- 1931 — Десятеро из Павиака / Dziesięciu z Pawiaka
- 1932 — Год 1914 / Rok 1914
- 1932 — Легион улицы / Legion ulicy
- 1932 — Стометровка любви / Sto metrów miłości
- 1933 — Игрушка / Zabawka
- 1934 — Парад резервистов / Parada rezerwistów
- 1934 — Пробуждение / Przebudzenie
- 1934 — Молодой лес / Młody las
- 1935 — Вацусь / Wacuś
- 1936 — Додек на фронте / Dodek na froncie
- 1936 — Болек и Лёлек / Bolek i Lolek
- 1937 — Недотёпа / Niedorajda
- 1938 — Костюшко под Рацлавицами / Kościuszko pod Racławicami
- 1938 — Вереск / Wrzos
- 1939 — Золотая Маска / Złota Maska
- 1939 — Сквозь слёзы счастья / Przez łzy do szczęścia